# Forças Expedicionárias Americanas

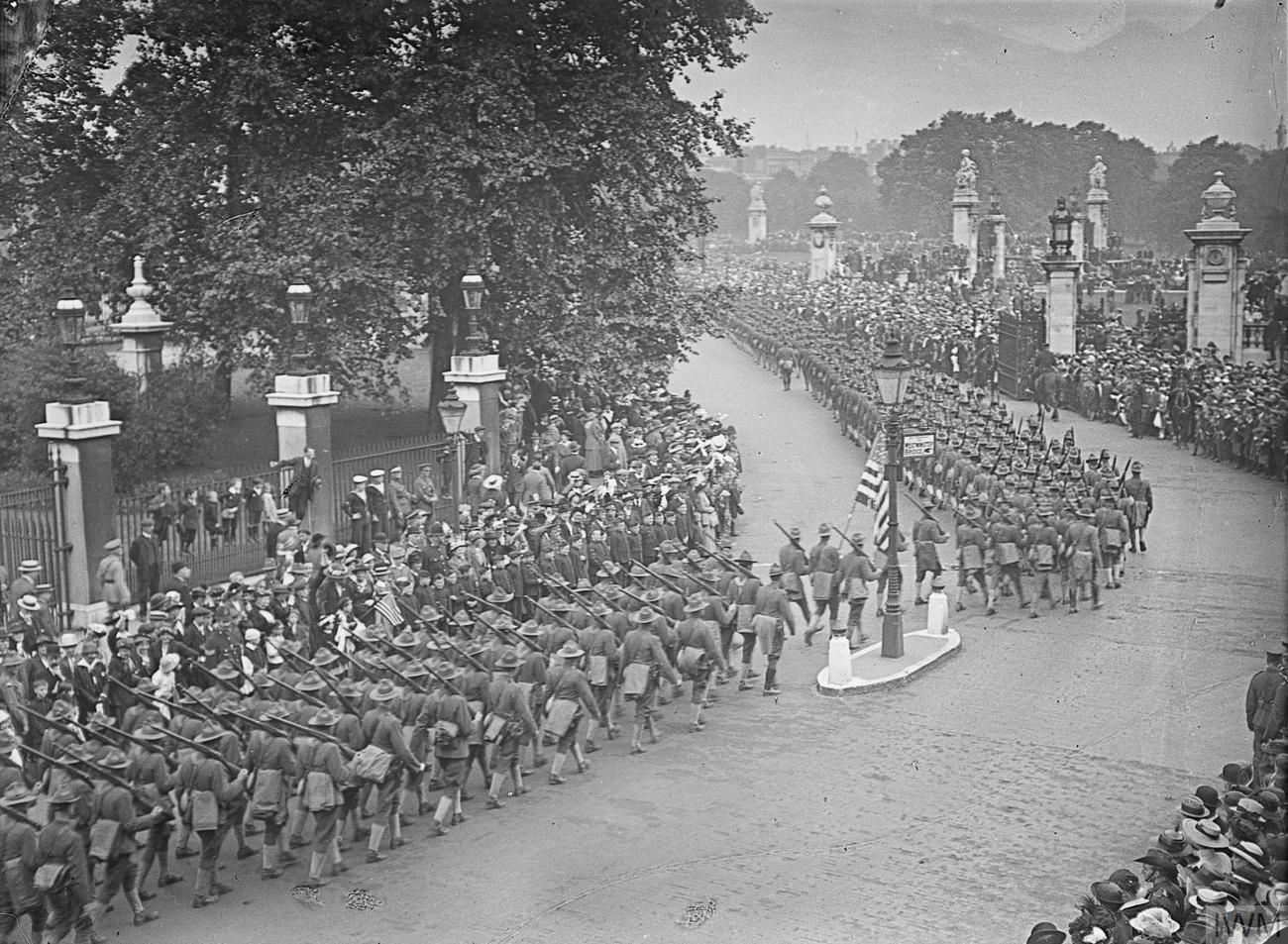
Tropas americanas desfilando na Grã-Bretanha.

A Força Expedicionária Americana (em inglês:  American Expeditionary Force, AEF) foi o conjunto das Forças Armadas dos Estados Unidos enviada à Europa durante a Primeira Guerra Mundial.
A AEF lutou junto com os Aliados contra o Império Alemão, ajudando os franceses a defender a Frente Ocidental durante a Terceira Batalha de Aisne, em maio de 1918. Sua principal atuação ocorreu durante a Ofensiva Meuse-Argonne, no final de 1918.

## Ações durante a Primeira Guerra Mundial

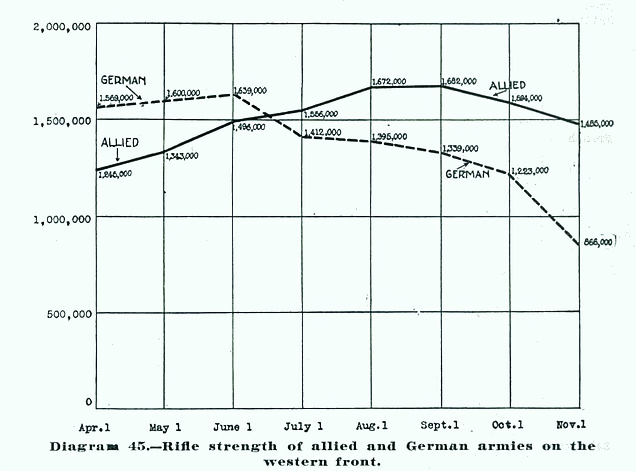
Os aliados ganham uma superioridade esmagadora na força de rifle de linha de frente com a chegada dos soldados americanos no verão

No início, durante a primavera de 1918, as quatro divisões dos EUA prontas para a batalha foram implantadas sob o comando francês e britânico para ganhar experiência de combate, defendendo setores relativamente calmos de suas linhas. Após a primeira ação ofensiva e a vitória da AEF liderada pelos americanos em 28 de maio de 1918 na Batalha de Cantigny, pela 1ª Divisão dos EUA e uma ação local semelhante pela 2ª Divisão em Belleau Wood começando em 6 de junho, ambos sob o comando do Corpo de exército francês, Pershing trabalhou para o desdobramento de um Exército de campo americano independente. O restante seguiu em ritmo acelerado durante a primavera e o verão de 1918. Em junho, os americanos chegavam ao teatro a uma taxa de 10 000 por dia; a maioria dos quais entrou em treinamento por oficiais experientes em batalha britânicos, canadenses e australianos e por altos escalões não comissionados. O treinamento durou no mínimo seis semanas devido à inexperiência dos militares.
A primeira ação ofensiva das unidades AEF servindo sob comando não americano foi de 1 000 homens (quatro companhias da 33ª Divisão AEF), com o Corpo Australiano durante a Batalha de Hamel em 4 de julho de 1918. (Cabo Thomas A. Pope recebeu a Medalha de Honra por esta batalha.) Esta batalha ocorreu sob o comando geral do comandante do Australian Corps, o tenente-general Sir John Monash. A força aliada nesta batalha combinou artilharia, armadura, infantaria e suporte aéreo (armas combinadas), que serviu como um plano para todos os ataques aliados subsequentes, usando "tanques".

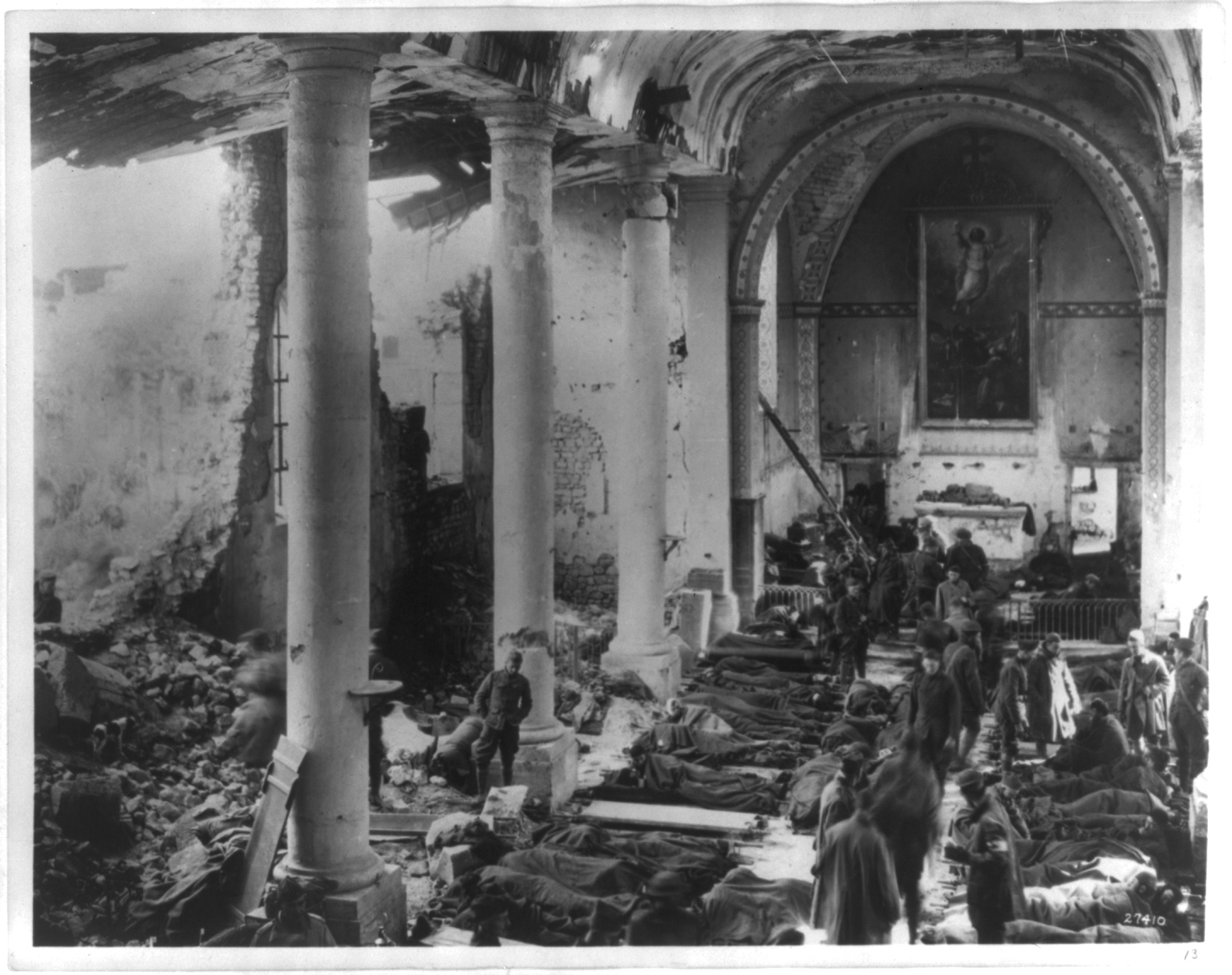
Hospital de campanha do exército na França, 1918

As tropas do Exército e dos Fuzileiros Navais dos EUA desempenharam um papel fundamental em ajudar a deter o avanço alemão em direção a Paris, durante a Segunda Batalha do Marne em junho de 1918 (na Batalha de Château-Thierry (1918) e na Batalha de Belleau Wood). A primeira grande e distinta ofensiva americana foi a redução do saliente de Saint Mihiel durante setembro de 1918. Durante a Batalha de Saint-Mihiel, Pershing comandou o Primeiro Exército dos Estados Unidos, composto por sete divisões e mais de 500 000 homens, na maior operação ofensiva de todos os tempos empreendidos pelas forças armadas dos Estados Unidos. Esta ofensiva de sucesso foi seguida pela ofensiva Meuse-Argonne, com duração de 26 de setembro a 11 de novembro de 1918, durante a qual Pershing comandou mais de um milhão de combatentes americanos e franceses. Nessas duas operações militares, as forças aliadas recuperaram mais de 200 sq mi (488 km2) de território francês do exército alemão. Na época em que o Armistício da Primeira Guerra Mundial suspendeu todos os combates em 11 de novembro de 1918, as Forças Expedicionárias Americanas haviam evoluído para um exército moderno testado em combate.
No final da guerra, as unidades americanas acabaram lutando em dois outros teatros a pedido das potências europeias. Pershing enviou tropas do 332º Regimento de Infantaria para a Itália, e o presidente Wilson concordou em enviar algumas tropas, o 27º e o 339º Regimento de Infantaria, para a Rússia. Estes dois últimos eram conhecidos como Força Expedicionária Americana da Sibéria, e Força Expedicionária Americana do Norte da Rússia.
Usando questionários preenchidos por massagistas ao deixarem o Exército, Gutièrrez relata que eles não eram cínicos ou desiludidos. Eles lutaram "por honra, masculinidade, camaradas e aventura, mas especialmente pelo dever".

## Vítimas
A AEF sofreu cerca de 320 000 vítimas: 53 402 mortes em batalha, 63 114 mortes de não-combatentes e 204 000 feridos. Relativamente poucos homens sofreram ferimentos reais de gás venenoso, embora um número muito maior pensasse erroneamente que haviam sido expostos. A pandemia de gripe de 1918 durante o outono de 1918 tirou a vida de mais de 25 000 homens da AEF, enquanto outros 360 000 ficaram gravemente doentes.

## Desmobilização
Após o Armistício de 11 de novembro de 1918, milhares de americanos foram mandados para casa e desmobilizados. Em 27 de julho de 1919, o número de soldados dispensados ascendeu a 3 028 487 membros do exército, e apenas 745 845 deixaram as Forças Expedicionárias Americanas.